# Al-Fath
Al-Fatḥ “A Conquista” (do árabe:  سورة الفتح ) é a quadragésima oitava sura do Alcorão e tem 29 ayats.

## Conteúdo
No ayat 16, há uma profecia, os ayats 18 e 19 dizem respeito ao Tratado de Hudaibia e o ayat 27 fala da Primeira peregrinação.